# Hypervisor
Hypervisor，又稱虛擬機器監視器（英語：virtual machine monitor，縮寫為 VMM），是用來建立與執行虛擬機器的軟體、韌體或硬體。
被hypervisor用來執行一個或多個虛擬機器的電腦稱為宿主機（host machine），這些虛擬機器則稱為客戶機（guest machine）。Hypervisor 提供虛擬的作業平台來執行客户作業系統（guest operating systems），負責管理其他客作業系統的執行階段；這些客作業系統，共同分享虛擬化後的硬體資源。

## 分类

类型 I 和类型 II 虛擬機器監視器

在他们 1974 年的文章“Formal Requirements for Virtualizable Third Generation Architectures”Gerald J. Popek和Robert P. Goldberg 发表了两种类型的 hypervisor，分別是類型 I 和類型 II。

### 类型 I：原生或裸机 hypervisor

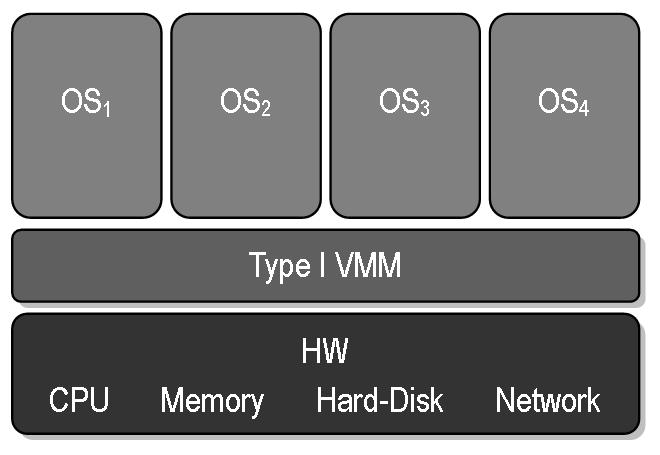
类型 I

这些虚拟机管理程序直接运行在宿主机的硬件上来控制硬件和管理客操作系统。
- 特点

1. 需要硬件支持
2. 虚拟机监视器作为主操作系统
3. 运行效率高

- 举例

1. VMware ESX服务器版本
2. Xen 3.0 及以后版本
3. Virtual PC 2005
4. KVM

### 类型 II：寄居或托管 hypervisor

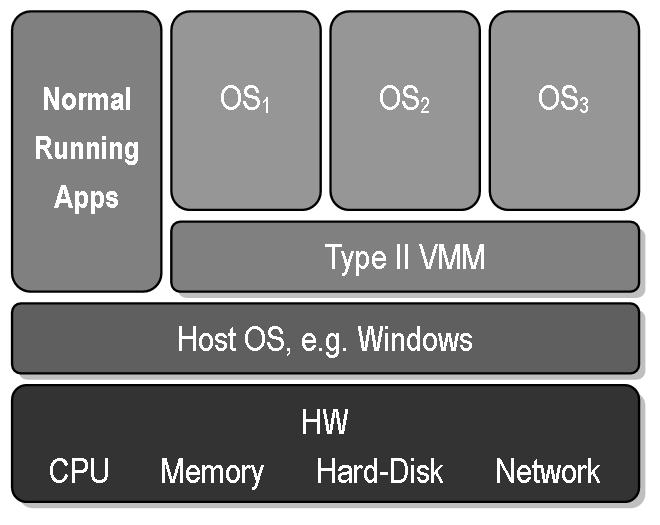
类型 II

这些虚拟机管理程序运行在传统的操作系统上，就像其他计算机程序那样运行。
- 特点

1. 虚拟机监视器作为应用程序运行在主操作系统环境内
2. 运行效率一般较类型 I 低

- 举例

1. VMware workstation
2. Xen 3.0 以前版本
3. Virtual PC 2004
4. Virtual Box

## 操作系统支持
有几个因素导致了 2005 年左右，在 Unix，Linux，以及其他类 Unix 操作系统中虚拟化技术的使用的复苏：
- 扩展的硬件功能，允许每台机器同时处理更多工作
- 通过整合服务器来控制成本和简化管理的努力
- 在控制大型多处理器和集群安装方面的需要，例如服务器农场和渲染农场
- 来自虚拟机管理程序体系结构的提高的安全性，可靠性和设备独立性
- 在不同的硬件或操作系统环境中运行复杂的，依赖于操作系统的应用程序的能力

主要的 Unix 厂商，包括昇陽電腦，惠普，IBM 和 SGI，从 2000 年以前就一直在销售虚拟化硬件。